# Relógio de xadrez

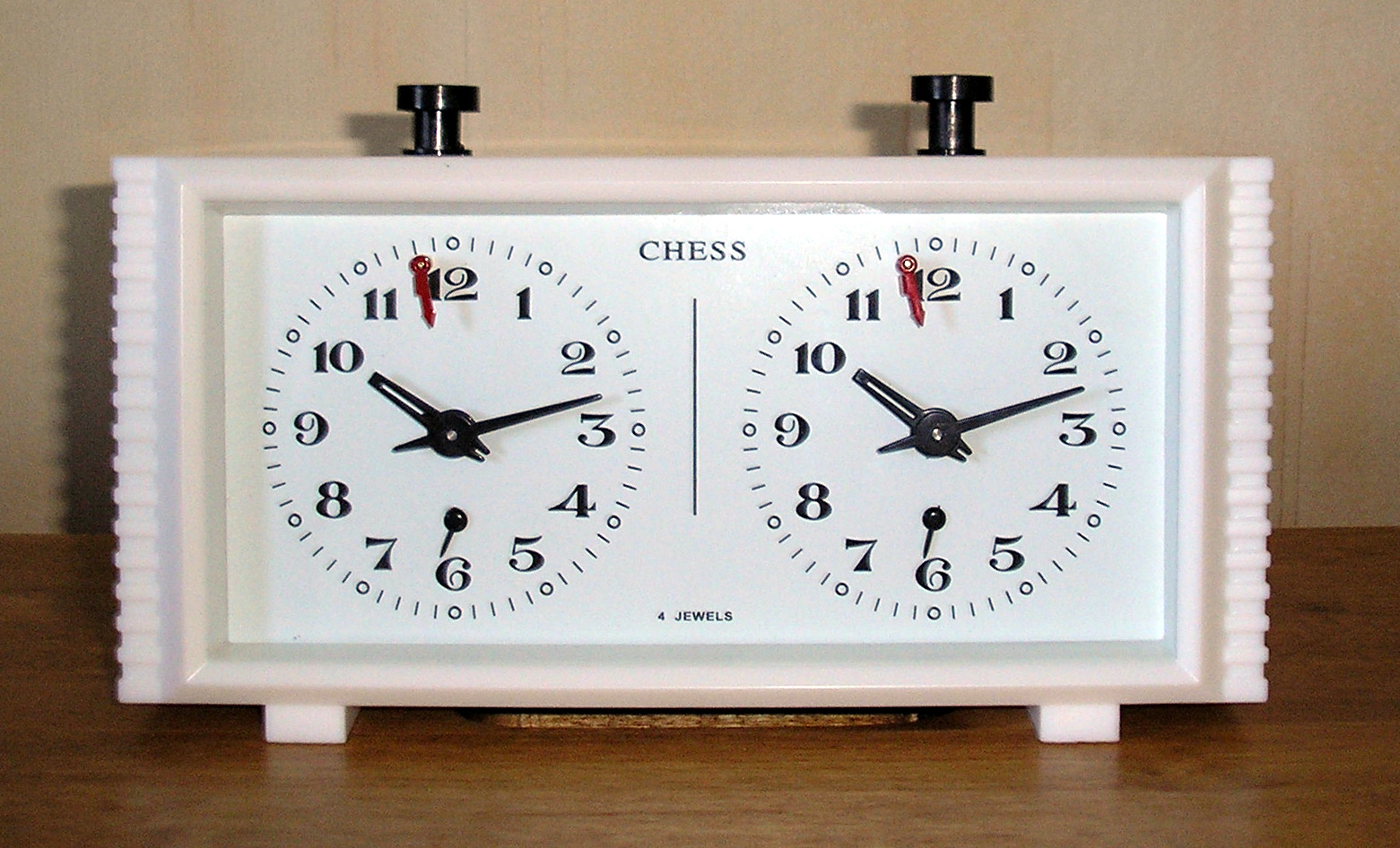
Relógio de xadrez do tipo analógico

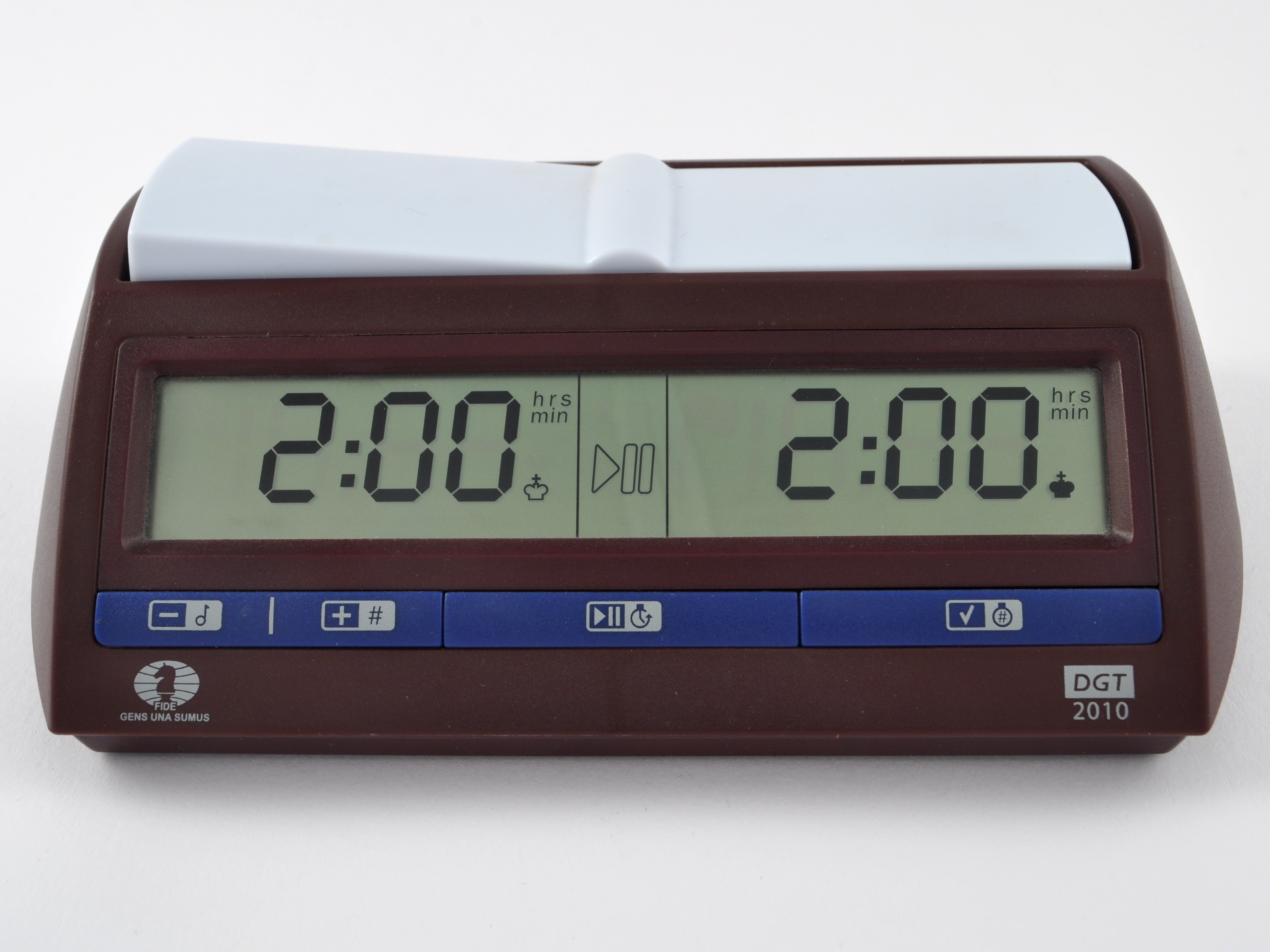
Relógio digital de xadrez, modelo DGT 2010

Um relógio de xadrez é um conjunto de dois relógios montados juntos em uma única peça com botões que permitem acionar um dos dois ao mesmo tempo que se interrompe a contagem de tempo do outro, de forma que nunca aconteça dos dois andarem simultaneamente.
São usados em jogos de dois jogadores nos quais os jogadores tenham turnos alternados de movimentação. Sua finalidade é controlar o tempo total gasto por cada jogador em seus movimentos e evitar atrasos indevidos no jogo.
Seu uso se difundiu inicialmente nos torneios de xadrez, mas posteriormente passaram a ser usados também para outros jogos como scrabble, shogi, go e praticamente qualquer outro jogo de tabuleiro competitivo de dois jogadores. Também já foram utilizados em alguns ambientes jurídicos nos Estados Unidos em que cada parte possui um tempo limitado para apresentar seus argumentos.

## História
Antes da introdução dos relógio de xadrez, os jogadores não possuíam um limite de tempo, e as partidas oficiais podiam durar dias, tornando-se mais semelhantes a testes de resistência. As primeiras soluções para o problema foram o uso de ampulhetas com areia para controlar o tempo de cada jogador e o uso de secretárias que faziam o mesmo controle, mas logo ficou clara a necessidade de uma maneira mais confiável e precisa de controlar o tempo.
O primeiro relógio de xadrez analógico ou mecânico foi criado por Thomas Bright Wilson no Reino Unido, e foi usado pela primeira vez no Torneio de Londres de 1883. Consistia, basicamente, de dois relógios comuns unidos por uma alavanca e dois botões, de forma que quando um botão fosse acionado, o relógio sob ele parasse de contar o tempo, começando a contagem de tempo no outro relógio. Sua invenção e ampla adoção também adicionou um elemento estratégico às partidas, com os jogadores devendo gerir seu tempo entre as jogadas e garantir que este não se esgotasse.
A flag, chamada em português de "bandeira", "flecha" ou "seta", foi inventada pelos holandeses, e é um indicador de que o tempo do jogador está se esgotando no relógio analógico. Consiste em um pequeno ponteiro vermelho que fica suspenso acima do terceiro minuto antes das 12 horas (11:57), e é levantado pelo ponteiro dos minutos quando este se aproxima do fim do tempo do jogador, até cair quando o tempo expira. Em jogos que os jogadores tenham mais de uma hora de jogo, o ponteiro dos minutos pode passar mais de uma vez na flecha, mas o acerto do relógio é feito de tal forma que o tempo do jogador terá terminado quando o ponteiro das horas estiver marcando 6 ou 12 horas.
Com a invenção do microprocessador e do relógio digital, o primeiro relógio digital de xadrez foi desenvolvido por Bruce Cheney, um estudante de engenharia elétrica da Universidade de Cornell, em 1973.

## Relógio analógico
Relógio analógico ou relógio mecânico é o relógio de xadrez que contém no seu interior dois relógios mecânicos comuns, conectados com uma alavanca em balanço, acionada por dois botões. O jogador faz o seu lance e aperta o botão sobre o relógio que está contando o seu tempo para pará-lo e iniciar a contagem de tempo do oponente.

## Relógio digital

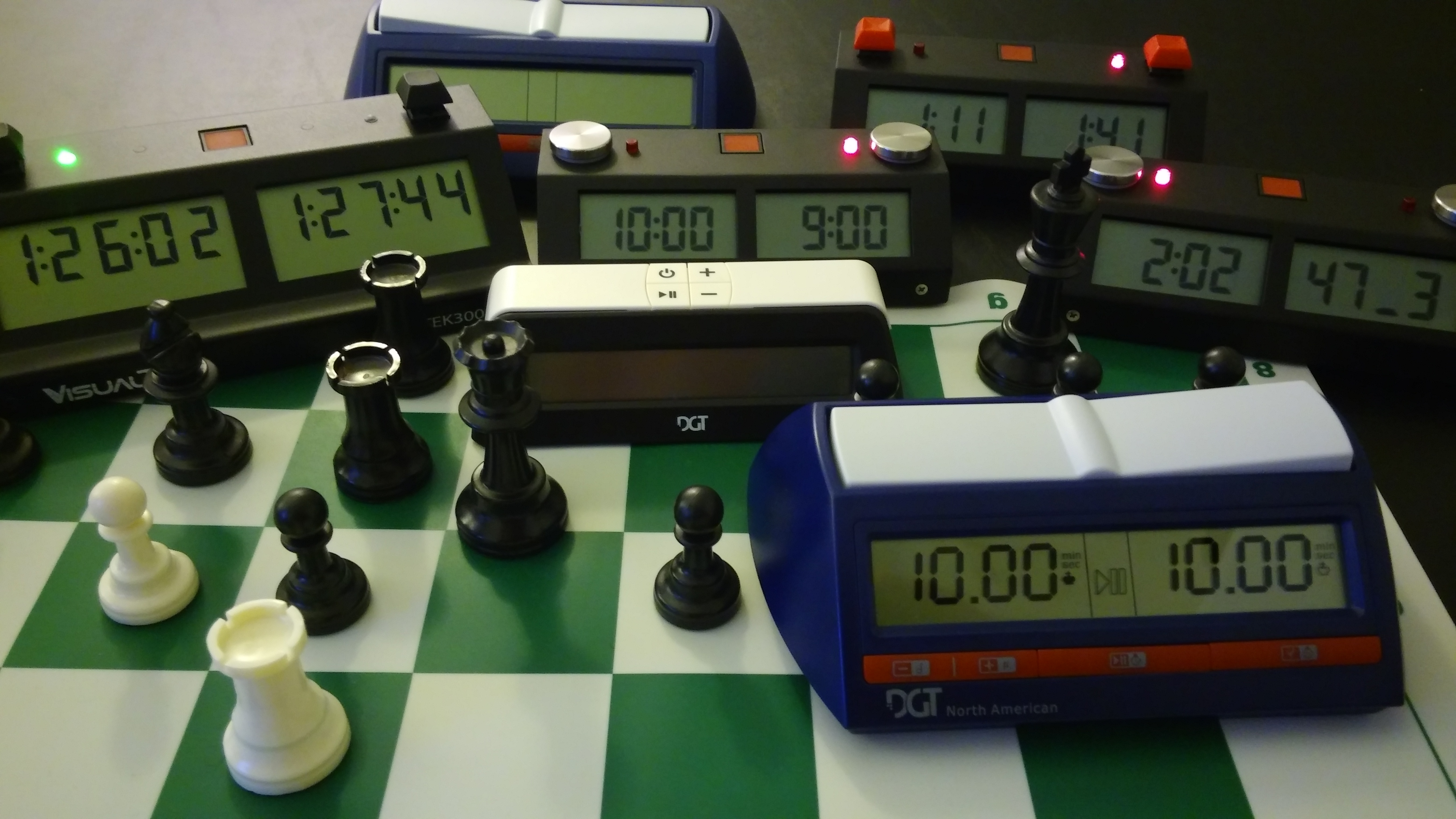
Coleção de relógios digitais de xadrez

Um relógio de xadrez digital é um dispositivo eletrônico único, feito para contagem de tempo de jogo. No relógio digital a contagem é normalmente regressiva, ou seja, o display do relógio mostra exatamente quanto tempo o jogador ainda tem de jogo, o final do tempo sendo sinalizado por um sinal visual, que pode ou não ser acompanhado de um sinal sonoro.
O advento do relógio digital permitiu um controle de tempo mais preciso, principalmente para os ritmos de "xadrez ping", onde cada um tem menos de 15 minutos de tempo para todos os lances (Apêndice C - Xadrez Blitz - da Regra da FIDE). Permitiu também o advento de uma outra modalidade de contagem de tempo, o relógio com atraso, ou relógio com "delay", onde o jogador recebe um bônus de tempo por lance.

## Controles de tempo
O controle de tempo ou ritmo do jogo é a maneira com que o relógio será relacionado à partida. O controle mais comum é o de "morte súbita", onde os jogadores tem um determinado tempo para efetuarem seus lances. Outros controles de tempo para xadrez rápido podem incluir 40/20+20/10, onde os jogadores tem 40 minutos para fazer seus primeiros 20 lances e, se não ocorrer morte súbita neste período, terão mais 20 minutos para fazer seus próximos 10 lances.
A Fide chama de xadrez rápido a qualquer jogo em que os jogadores recebem menos de 60 minutos inicialmente.

### Relógios aditivos
Os relógios aditivos ou relógios com delay dão ao jogador um bônus de tempo por lance. Existem três tipos de relógios aditivos, o Fischer e o Bronstein.

### Incremento/Fischer
Em 1988, o ex-campeão mundial de xadrez Bobby Fischer patenteou um tipo de relógio de xadrez digital em que cada jogador recebe um acréscimo de tempo por lance. Basicamente, é programado um bônus, geralmente de alguns segundos, e cada vez que um jogador completa seu lance, acionando o relógio, o bônus de tempo é acrescido ao tempo restante. Um jogador que faça lances em menos tempo que o bônus de tempo poderá, depois de algumas jogadas, ter mais tempo restante do que o tempo concedido inicialmente.

### Bronstein
O campeão mundial soviético de xadrez David Bronstein criou um outro tipo de xadrez com bônus de tempo. Em vez do jogador receber um bônus após fazer o lance, o bônus é descontado antes do tempo regular. Assim, se o bônus de tempo for de 30 segundos, depois de acionado o relógio o tempo do jogador só vai começar a correr realmente depois de esgotado o bônus de tempo para aquele lance. Se o jogador fizer o seu lance durante o bônus de tempo, então nenhum tempo é descontado do tempo restante daquele jogador - mas também não é acrescido nenhum tempo. Assim, um jogador que faça seus lances sempre durante o tempo de bônus, continuará tendo o tempo que foi concedido no início do jogo.